# Laguna de Tagua-Tagua (comuna)
Laguna de Tagua Tagua fue una de las comunas que integraron el departamento de San Vicente, provincia de Colchagua.

## Historia
El 11 de enero de 1926 es creada, mediante el Decreto Ley 803, la comuna de Laguna de Tagua Tagua, que comprendía el territorio de la subdelegación de Pencahue.

Comuna Laguna de Tagua-Tagua.- Comprenderá la antigua subdelegacion 11. Pencahue; con sus límites correspondientes.

Llevó el nombre de la laguna homónima.
Por decreto 8.583 del 28 de enero de 1928 la comuna es suprimida y su territorio pasa a integrar el de la comuna de San Vicente de Tagua Tagua.